# Renault Kerax
Speziell für den Baustellenverkehr hatte Renault die Kerax-Bauserie entwickelt. Die zwei- bis vierachsigen Fahrgestelle waren besonders stabil und boten in jeder Ausführung eine sehr hohe Bodenfreiheit. Sie wurden im Antriebsstrang mit Quer- und Längssperren je nach Achskonfiguration ausgerüstet. Die Radstände sind vergleichbar mit Kipperfahrzeug- und Sattelzugmaschinenwerten. Außer Renault bietet auch Iveco mit dem Trakker eine ähnliche Serie an. Den Kerax gab es mit Standard-Kabine (also kurz), mittellanger Kabine und lange Kabine (8×8-Version). Diese war mit einer ausklappbaren Liege für längere Wartezeiten ausgerüstet, für die man allerdings die Sitze vorklappen muss.

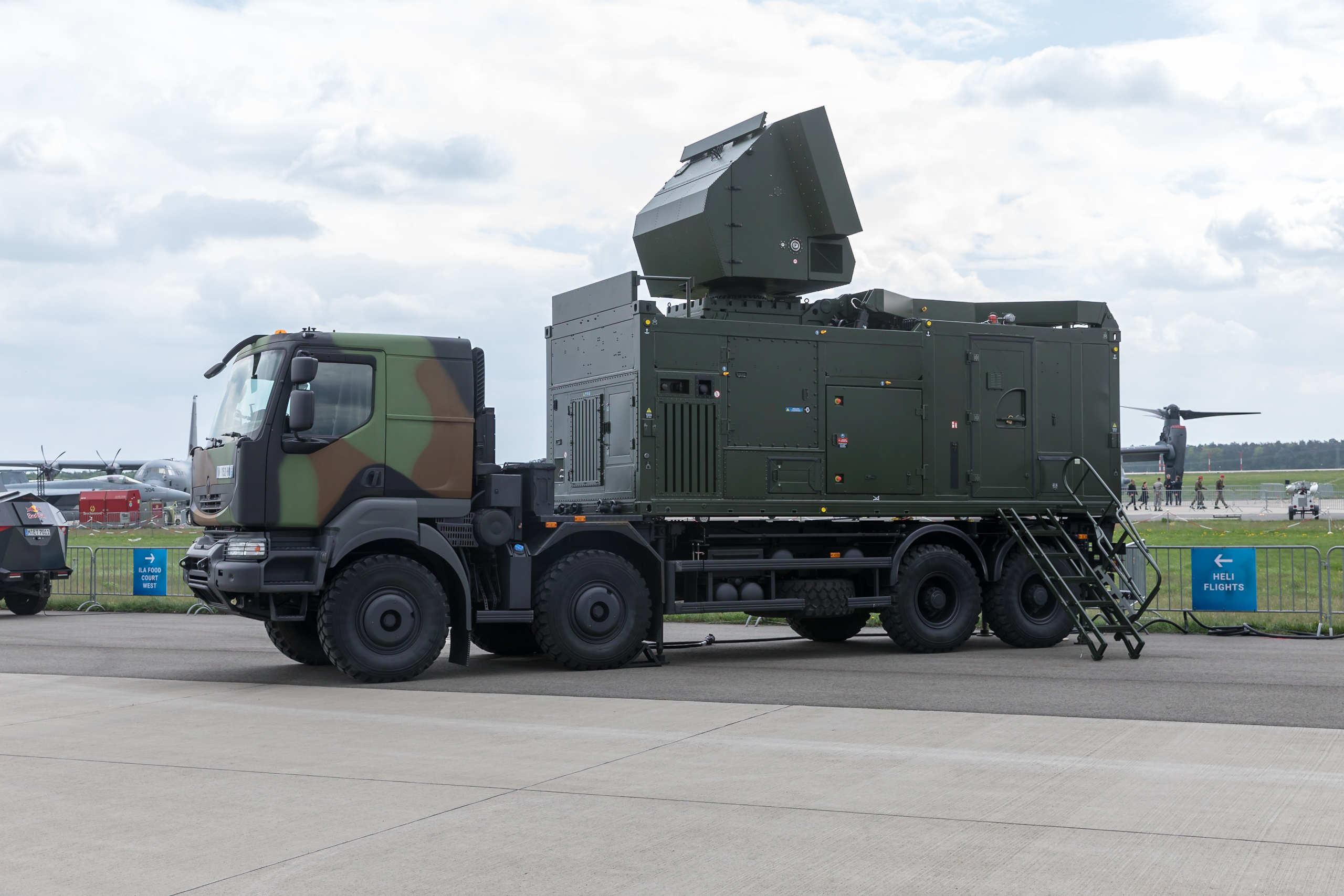
Kerax der Französischen Luftstreitkräfte